# Campionato europeo maschile di pallacanestro 1981
Il 22º Campionato Europeo Maschile di Pallacanestro FIBA (noto anche come FIBA EuroBasket 1981) si è tenuto dal 26 maggio al 5 giugno 1981 in Cecoslovacchia.
I Campionati europei maschili di pallacanestro sono una manifestazione biennale tra le squadre nazionali organizzata dalla FIBA Europe.

## Partecipanti
Partecipano dodici nazionali divise in due gruppi da sei squadre.
| Gruppo A                                                             | Gruppo B                                                                      |
| -------------------------------------------------------------------- | ----------------------------------------------------------------------------- |
| - Inghilterra - Francia - Grecia - Israele - Spagna - Cecoslovacchia | - Germania Ovest - Italia - Jugoslavia - Polonia - Unione Sovietica - Turchia |

## Prima fase
La vincente di ogni gara si aggiudica due punti, la perdente uno. Le prime tre di ogni girone accedono alla fase finale, le ultime tre partecipano alla fase di consolazione.

### Gruppo A – Bratislava
| Gara | Team 1         | Team 2         | 1.T.  | 2.T.  | Supp. | Finale |
| ---- | -------------- | -------------- | ----- | ----- | ----- | ------ |
| A1   | Israele        | Inghilterra    | 36:39 | 46:35 | –     | 82:74  |
| A2   | Grecia         | Cecoslovacchia | 31:57 | 39:38 | –     | 70:95  |
| A3   | Spagna         | Francia        | 58:44 | 44:49 | –     | 102:93 |
| A4   | Grecia         | Francia        | 46:41 | 35:45 | –     | 81:86  |
| A5   | Spagna         | Israele        | 51:40 | 38:41 | –     | 89:81  |
| A6   | Cecoslovacchia | Inghilterra    | 42:30 | 29:32 | –     | 71:62  |
| A7   | Grecia         | Inghilterra    | 35:32 | 27:32 | –     | 62:64  |
| A8   | Cecoslovacchia | Spagna         | 39:36 | 30:36 | –     | 69:72  |
| A9   | Francia        | Israele        | 37:51 | 39:37 | –     | 76:88  |
| A10  | Inghilterra    | Spagna         | 26:33 | 21:45 | –     | 47:78  |
| A11  | Francia        | Cecoslovacchia | 39:36 | 30:36 | –     | 69:72  |
| A12  | Grecia         | Israele        | 39:44 | 32:38 | –     | 71:82  |
| A13  | Israele        | Cecoslovacchia | 47:54 | 38:32 | –     | 85:86  |
| A14  | Grecia         | Spagna         | 41:58 | 31:53 | –     | 72:111 |
| A15  | Inghilterra    | Francia        | 32:38 | 34:40 | –     | 66:78  |

### Gruppo B
| -  | Team             | V - P | Pf - Ps   | Pts | Diff. |
| -- | ---------------- | ----- | --------- | --- | ----- |
| 1. | Unione Sovietica | 5 - 0 | 489 - 377 | 10  | +112  |
| 2. | Jugoslavia       | 4 - 1 | 489 - 439 | 9   | +50   |
| 3. | Italia           | 3 - 2 | 418 - 407 | 8   | +11   |
| 4. | Polonia          | 2 - 3 | 429 - 429 | 7   | ±0    |
| 5. | Germania Ovest   | 1 - 4 | 334 - 395 | 6   | -61   |
| 6. | Turchia          | 0 - 5 | 346 - 458 | 5   | -112  |

| Havířov 1981 | Germania Ovest | 66 – 51 (28-29) | Turchia |  |

| Havířov 1981 | Unione Sovietica | 101 – 89 (51-41) | Polonia |  |

| Havířov 1981 | Jugoslavia | 99 – 88 (41-46) | Italia |  |

| Havířov 1981 | Unione Sovietica | 86 – 54 (39-35) | Germania Ovest |  |

| Havířov 1981 | Jugoslavia | 92 – 89 (50-44) | Polonia |  |

| Havířov 1981 | Italia | 94 – 73 (43-27) | Turchia |  |

| Havířov 1981 | Jugoslavia | 112 – 68 (55-32) | Turchia |  |

| Havířov 1981 | Polonia | 81 – 71 (37-43) | Germania Ovest |  |

| Havířov 1981 | Italia | 67 – 97 (28-42) | Unione Sovietica |  |

| Havířov 1981 | Turchia | 79 – 97 (29-47) | Unione Sovietica |  |

| Havířov 1981 | Polonia | 81 – 90 (39-41) | Italia |  |

| Havířov 1981 | Jugoslavia | 98 – 86 (46-45) | Germania Ovest |  |

| Havířov 1981 | Germania Ovest | 57 – 79 (27-40) | Italia |  |

| Havířov 1981 | Turchia | 75 – 89 (31-44) | Polonia |  |

| Havířov 1981 | Jugoslavia | 88 – 108 (42-55) | Unione Sovietica |  |

## Fase Finale

### Girone di consolazione
Le squadre arrivate quarte, quinte e seste nella prima fase si incontrano in un girone unico con partite di sola andata per definire le posizioni dalla settima alla dodicesima. La vittoria vale due punti e la sconfitta uno. Le squadre conservano il risultato ottenuto al primo turno con l'avversaria classificatasi nello stesso gruppo preliminare.
| -  | Team           | V - P | Pf - Ps   | Pts | Diff. |
| -- | -------------- | ----- | --------- | --- | ----- |
| 1. | Polonia        | 5 - 0 | 453 - 386 | 10  | +67   |
| 2. | Francia        | 4 - 1 | 407 - 379 | 9   | +28   |
| 3. | Grecia         | 2 - 3 | 364 - 370 | 7   | -6    |
| 4. | Germania Ovest | 2 - 3 | 339 - 344 | 7   | -5    |
| 5. | Turchia        | 1 - 4 | 313 - 354 | 6   | -41   |
| 6. | Inghilterra    | 1 - 4 | 317 - 360 | 6   | -43   |

| Praga giugno 1981 | Grecia | 78 – 89 (41-39) | Polonia |  |

| Praga giugno 1981 | Francia | 67 – 60 (26-29) | Turchia |  |

| Praga giugno 1981 | Inghilterra | 58 – 65 (25-29) | Germania Ovest |  |

| Praga giugno 1981 | Francia | 93 – 102 (39-54) | Polonia |  |

| Praga giugno 1981 | Turchia | 64 – 72 (23-33) | Grecia |  |

| Praga giugno 1981 | Francia | 83 – 70 (31-31) | Germania Ovest |  |

| Praga giugno 1981 | Polonia | 92 – 69 (50-35) | Inghilterra |  |

| Praga giugno 1981 | Germania Ovest | 67 – 71 (30-39) | Grecia |  |

| Praga giugno 1981 | Inghilterra | 60 – 63 (35-27) | Turchia |  |

### Girone finale
Le squadre qualificatesi per il turno finale si incontrano in un girone unico con partite di sola andata. La vittoria vale due punti la sconfitta uno. Le squadre conservano il risultato ottenuto al primo turno con l'avversaria classificatasi nello stesso gruppo preliminare. Le prime due del girone vanno in finale, la terza e la quarta giocano per il terzo posto.
| -  | Team             | V - P | Pf - Ps   | Pts | Diff. |
| -- | ---------------- | ----- | --------- | --- | ----- |
| 1. | Unione Sovietica | 5 - 0 | 537 - 424 | 10  | +113  |
| 2. | Jugoslavia       | 4 - 1 | 479 - 441 | 9   | +38   |
| 3. | Spagna           | 3 - 2 | 421 - 441 | 8   | -20   |
| 4. | Cecoslovacchia   | 2 - 3 | 425 - 445 | 7   | -20   |
| 5. | Italia           | 1 - 4 | 440 - 481 | 6   | -41   |
| 6. | Israele          | 0 - 5 | 435 - 505 | 5   | -70   |

| Praga giugno 1981 | Israele | 87 – 102 (32-52) | Jugoslavia |  |

| Praga giugno 1981 | Cecoslovacchia | 84 – 110 (41-53) | Unione Sovietica |  |

| Praga giugno 1981 | Spagna | 87 – 86 (43-38) | Italia |  |

| Praga giugno 1981 | Italia | 83 – 100 (35-53) | Cecoslovacchia |  |

| Praga giugno 1981 | Spagna | 101 – 110 (54-49) | Unione Sovietica |  |

| Praga giugno 1981 | Spagna | 72 – 95 (37-35) | Jugoslavia |  |

| Praga giugno 1981 | Unione Sovietica | 112 – 84 (56-32) | Israele |  |

| Praga giugno 1981 | Jugoslavia | 95 – 86 (53-42) | Cecoslovacchia |  |

| Praga giugno 1981 | Israele | 98 – 116 (45-44) | Italia |  |

### Finali
3º posto
| Praga giugno 1981 | Spagna | 90 – 101 (48-46) | Cecoslovacchia |  |

1º posto
| Praga giugno 1981 | Unione Sovietica | 84 – 67 (43-25) | Jugoslavia |  |

## Classifica Finale
| Campione d'Europa | Campione d'Europa | Campione d'Europa |
| --- | ----------------- | --- |
| Unione Sovietica4 Erëmin, 5 Kapustin, 6 Tarakanov, 7 Sal'nikov, 8 Lopatov, 9 Deriugini, 10 Valters, 11 Tkačenko, 12 Myškin, 13 Jovaiša, 14 Belostennyj, 15 Fesenko, All. Aleksandr Gomel'skij |                   | |
| Argento | Jugoslavia        | Jugoslavia4 Popović, 5 Kićanović, 6 Benaček, 7 Poljak, 8 Petrović, 9 Skroče, 10 Vilfan, 11 Ćosić, 12 Radovanović, 13 Knego, 14 Dalipagić, 15 Delibašić, All. Bogdan Tanjević                      |
| Bronzo | Cecoslovacchia    | Cecoslovacchia4 Skála, 5 Žuffa, 6 Havlík, 7 Rajniak, 8 Kropilák, 9 Böhm, 10 Kos, 11 Sedlák, 12 Klimeš, 13 Brabenec, 14 Petr, 15 Hraška, All. Pavel Petera                                         |
| 4 | Spagna            | Spagna4 Brabender, 5 Costa, 6 Sibilio, 7 Margall, 8 Flores, 9 Romay, 10 Martín, 11 Corbalán, 12 Rullán, 13 de la Cruz, 14 Solozábal, 15 Epi, All. Antonio Díaz-Miguel                             |
| 5 | Italia            | Italia4 Brunamonti, 5 F. Boselli, 6 Sylvester, 7 Gilardi, 8 Costa, 9 Ferracini, 10 Villalta, 11 Meneghin, 12 Zampolini, 13 Vecchiato, 14 Marzorati, 15 Generali, 16 D. Boselli, All. Sandro Gamba |
| 6 | Israele           | Israele4 Boatwright, 5 Willis, 6 Zlotikman, 7 Knaz, 8 Schlachter, 9 Berkovich, 10 Leibowitz, 11 Moskowitz, 12 Silver, 13 Jamchi, 14 Hozez, 15 Yanai, All. Ralph Klein                             |
| 7 | Polonia           | Polonia4 Zelig, 5 Szczubiał, 6 Rosiński, 7 Kijewski, 8 Bogucki, 9 Binkowski, 10 Boryca, 11 Węglorz, 12 Młynarski, 13 Jechorek, 14 Prostak, 15 Fikiel, All. Jerzy Świątek                          |
| 8 | Francia           | Francia4 Cham, 5 Sénégal, 6 Hufnagel, 7 Monclar, 8 Szanyiel, 9 Dobbels, 10 Dacoury, 11 Dubuisson, 12 Lamothe, 13 Cachemire, 14 Beugnot, 15 Deganis, All. Pierre Dao                               |
| 9 | Grecia            | Grecia4 Galīs, 5 Andritsos, 6 Giannakīs, 7 Petropoulos, 8 Katsoulīs, 9 Vidas, 10 Korōnaios, 11 Zōīs, 12 Papageōrgiou, 13 Kastrinakīs, 14 Karatzoulidīs, 15 Kokolakīs, All. Giannīs Iōannidīs      |
| 10 | Germania Ovest    | Germania Ovest4 Ludwig, 5 Waniek, 6 Brunnert, 7 Strauss, 8 Heidrich, 9 Zander, 10 Pappert, 11 Aßhoff, 12 Arpe, 13 Wadehn, 14 Sowa, 15 Mendel, All. Terry Schofield                                |
| 11 | Turchia           | Turchia4 Koçyiğit, 5 Erçin, 6 Güler, 7 Hakyemez, 8 Gürkan, 9 Turam, 10 Kunter, 11 Döğüşken, 12 Soydaş, 13 Aydan, 14 Olcay, 15 Arısan, All. Aydan Siyavuş                                          |
| 12 | Inghilterra       | Inghilterra4 Stimpson, 5 Tatham, 6 Hartley, 7 Macauley, 8 Day, 9 Dan Lloyd, 10 Dav. Lloyd, 11 Hopkins, 12 Richards, 13 Burns, 14 Berry, 15 Clark, All. Victor Amber                               |

## Premi individuali

### MVP del torneo
- Dragan Kićanović

### Miglior quintetto del torneo
- Playmaker:  Valdis Valters
- Guardia tiratrice:  Dragan Kićanović
- Ala piccola:  Dražen Dalipagić
- Ala grande:  Anatolij Myškin
- Centro:  Volodymyr Tkačenko